# Wojciech Król (polityk)
Wojciech Piotr Król (ur. 22 kwietnia 1985 w Jaworznie) – polski polityk i urzędnik samorządowy, poseł na Sejm VIII, IX i X kadencji (od 2015), przewodniczący Rady Mediów Narodowych (od 2024).

## Życiorys
Ukończył II Liceum Ogólnokształcące im. Powstańców Śląskich w Mysłowicach. Studiował na Wydziale Radia i Telewizji Uniwersytetu Śląskiego, magisterium uzyskał w PWSFTviT w Łodzi. Odbył również studia podyplomowe z dziennikarstwa i zarządzania w Wyższej Szkole Europejskiej im. ks. Józefa Tischnera w Krakowie.
Pracował jako instruktor w Mysłowickim Ośrodku Kultury i Sztuki „Trójkąt” oraz w Miejskim Centrum Kultury, następnie w spółce mediowej Ad.point. Później zatrudniony w Telewizji Polskiej (m.in. jako redaktor serwisu internetowego oraz w magazynie Pytanie na śniadanie). W 2010 Edward Lasok powierzył mu stanowisko dyrektora kancelarii prezydenta miasta w Mysłowicach. Odpowiadał m.in. za kampanię promocyjną mysłowickich szkół. Był też jednym z inicjatorów wydania płyt Mysłowice Dobrze Brzmiące i Mysłowice Dobrze Brzmiące 2, stanowiących kompilację piosenek wykonywanych przez artystów muzycznych z Mysłowic.
W 2014 przeszedł do pracy w urzędzie marszałkowskim jako dyrektor gabinetu marszałka. Zrezygnował z tego stanowiska w 2015, motywując to kandydowaniem w wyborach parlamentarnych z listy Platformy Obywatelskiej. Pozostał jednak pracownikiem urzędu marszałkowskiego jako doradca marszałka.
W głosowaniu z 25 października 2015 otrzymał 7465 głosów w okręgu katowickim, uzyskując w rezultacie mandat posła VIII kadencji. Został członkiem Komisji Kultury i Środków Przekazu oraz Komisji Samorządu Terytorialnego i Polityki Regionalnej. W 2016 dołączył do Gabinetu Cieni Platformy Obywatelskiej, w którym objął funkcję wiceszefa KPRM. W 2018 z wynikiem 45,8% przegrał w II turze wybory na prezydenta Mysłowic.
W wyborach w 2019 z powodzeniem ubiegał się o poselską reelekcję z ramienia Koalicji Obywatelskiej, otrzymując 7604 głosy. W IX kadencji Sejmu został członkiem Komisji Kultury i Środków Przekazu oraz Komisji Odpowiedzialności Konstytucyjnej, a także Parlamentarnego Zespołu ds. Języka Śląskiego i Kultury Śląskiej. W 2023 po raz trzeci z rzędu uzyskał mandat poselski z wynikiem 7136 głosów. Objął funkcję wiceprzewodniczącego Komisji Kultury i Środków Przekazu oraz przewodniczącego Podkomisji stałej do spraw modernizacji i rozwoju Policji, Straży Granicznej, Państwowej Straży Pożarnej i Służby Ochrony Państwa. Został też członkiem Komisji Administracji i Spraw Wewnętrznych oraz Komisji Ustawodawczej. W 2024 z ramienia KO bez powodzenia startował w wyborach do Parlamentu Europejskiego z okręgu nr 11 (otrzymał 4409 głosów). 5 grudnia 2024 został wybrany z rekomendacji KO przez Sejm w skład Rady Mediów Narodowych. Tydzień później powołano go na funkcję jej przewodniczącego.

## Wyniki w wyborach ogólnopolskich
| Wybory | Komitet wyborczy                | Komitet wyborczy      | Organ              | Okręg        | Wynik        |
| ------ | ------------------------------- | --------------------- | ------------------ | ------------ | ------------ |
| 2015   |                                 | Platforma Obywatelska | Sejm VIII kadencji | nr 31        | 7465 (1,82%) |
| 2019   |                                 | Koalicja Obywatelska  | Sejm IX kadencji   | nr 31        | 7604 (1,62%) |
| 2023   | Sejm X kadencji                 | Koalicja Obywatelska  | 7136 (1,36%)       | nr 31        |              |
| 2024   | Parlament Europejski X kadencji | Koalicja Obywatelska  | nr 11              | 4409 (0,33%) |              |

## Życie prywatne
Zawarł związek małżeński z Magdaleną; ma syna Maksymiliana.